# Русько-Лашминське сільське поселення
Русько-Лашми́нське сільське поселення (рос. Русско-Лашминское сельское поселение) — муніципальне утворення у складі Ковилкінського району Мордовії, Росія. Адміністративний центр — село Руська Лашма.

## Населення
Населення — 632 особи (2019, 834 у 2010, 1007 у 2002).

## Склад
До складу поселення входять такі населені пункти:
| Населений пункт    | Населення, осіб (2002) | Населення, осіб (2010) |
| ------------------ | ---------------------- | ---------------------- |
| Барки, присілок    | 78                     | 59                     |
| Вільна Лашма, село | 55                     | 29                     |
| Гумни, село        | 367                    | 275                    |
| Запищиково, селище | 25                     | 21                     |
| Лашма, селище      | 10                     | 12                     |
| Руська Лашма, село | 472                    | 438                    |